# Nghệ thuật ASCII
Nghệ thuật ASCII là nghệ thuật tạo hình dựa trên 95 ký tự cơ bản quy định bởi mã ASCII. Hầu hết các tác phẩm của nghệ thuật ASCII yêu cầu những font chữ có bề rộng và dài cố định.